# Festival di Berlino 2020
La 70ª edizione del Festival internazionale del cinema di Berlino si è svolta a Berlino dal 20 febbraio al 1º marzo 2020, con il Theater am Potsdamer Platz come sede principale. Alla guida dal festival sono stati al loro primo anno Carlo Chatrian (direttore artistico) e Mariette Rissenbeek (direttore esecutivo).
L'Orso d'oro è stato assegnato al film Il male non esiste del regista iraniano Mohammad Rasoulof.
L'Orso d'oro alla carriera è stato assegnato all'attrice Helen Mirren, alla quale è stata dedicata la sezione "Homage", mentre la Berlinale Kamera è stata assegnata alla regista e sceneggiatrice Ulrike Ottinger.
A séguito della scoperta del passato di Alfred Bauer, storico del cinema e direttore della Berlinale dal 1951 al 1976, come funzionario di primo piano del Ministero della Propaganda guidato da Joseph Goebbels durante il regime nazista, in questa edizione l'assegnazione del Premio Alfred Bauer è stata sospesa dopo oltre trent'anni.
In questa edizione è stata inaugurata la sezione "Encounters", introdotta con l'obiettivo di supportare nuove prospettive nel cinema, dare più spazio a diverse forme narrative e documentarie e promuovere le opere di registi indipendenti e innovativi. Un'apposita giuria ha assegnato alle opere di questa sezione i premi per il miglior film, il miglior regista e un premio speciale.
Il festival è stato aperto dal film Un anno con Salinger di Philippe Falardeau, proiettato nella sezione "Berlinale Special Gala".
La retrospettiva di questa edizione è stata dedicata al cineasta statunitense King Vidor.

## Giurie

### Giuria internazionale
- Jeremy Irons, attore (Stati Uniti) - Presidente di giuria[9]
- Bérénice Bejo, attrice (Argentina)
- Bettina Brokemper, produttrice (Germania)
- Annemarie Jacir, regista, sceneggiatore e produttrice (Palestina)
- Kenneth Lonergan, attore, regista e sceneggiatore (Stati Uniti)
- Luca Marinelli, attore (Italia)
- Kleber Mendonça Filho, regista, sceneggiatore e montatore (Brasile)

### Giuria "Encounters"
- Shōzō Ichiyama, produttore (Giappone)[9]
- Dominga Sotomayor, regista, scrittrice e produttrice (Cile)
- Eva Trobisch, regista e sceneggiatrice (Germania)

### Giuria "Opera prima"
- Ognjen Glavonić, regista, sceneggiatore e produttore (Serbia)[9]
- Hala Lotfy, regista, sceneggiatrice e produttrice (Egitto)
- Gonzalo de Pedro Amatria, docente e scrittore (Spagna)

### Giuria "Documentari"
- Gerd Kroske, regista e sceneggiatore (Germania)[9]
- Marie Losier, regista e curatrice (Francia, Stati Uniti)
- Alanis Obomsawin, regista, sceneggiatrice, produttrice, cantante e attivista (Canada)

### Giuria "Cortometraggi"
- Lemohang Jeremiah Mosese, regista, sceneggiatore e produttore (Lesotho)[9]
- Réka Bucsi, regista (Ungheria)
- Fatma Çolakoğlu, curatrice editoriale (Turchia)

### Giurie "Generation"

#### Kinderjury/Jugendjury
Gli Orsi di cristallo sono stati assegnati da due giurie nazionali, la Kinderjury per la sezione "Kplus" e la Jugendjury per la sezione "14plus", composte rispettivamente da undici membri di 11-14 anni e sette membri di 14-18 anni selezionati dalla direzione del festival attraverso questionari inviati l'anno precedente.

#### Giurie internazionali
Nelle sezioni "Kplus" e  "14plus", il Grand Prix e lo Special Prize sono stati assegnati da due giurie internazionali composte, rispettivamente, dalla direttrice della fotografia Marine Atlan (Francia), la filmmaker e sociologa María Novaro (Messico) e il regista e sceneggiatore Erik Schmitt (Germania), e dal regista, sceneggiatore e produttore Abbas Amini (Iran), la regista, sceneggiatrice e scrittrice Jenna Bass (Repubblica Sudafricana) e la regista, sceneggiatrice e produttrice Rima Das (India).

## Selezione ufficiale

### In concorso
- Berlin Alexanderplatz, regia di Burhan Qurbani (Germania, Paesi Bassi)
- DAU. Natasha, regia di Il'ja Chržanovskij e Jekaterina Oertel (Germania, Ucraina, Regno Unito, Russia)
- Days (Rìzi), regia di Tsai Ming-liang (Taiwan)
- Domangchin yeoja, regia di Hong Sang-soo (Corea del Sud)
- Imprevisti digitali (Effacer l'historique), regia di Benoît Delépine e Gustave Kervern (Francia, Belgio)
- El prófugo, regia di Natalia Meta (Argentina, Messico)
- Favolacce, regia di Damiano e Fabio D'Innocenzo (Italia, Svizzera)
- First Cow, regia di Kelly Reichardt (Stati Uniti d'America)
- Irradiés, regia di Rithy Panh (Francia, Cambogia)
- Mai raramente a volte sempre (Never Rarely Sometimes Always), regia di Eliza Hittman (Stati Uniti d'America)
- Il male non esiste (Sheytān vojud nadārad), regia di Mohammad Rasoulof (Germania, Repubblica Ceca, Iran)
- The Roads Not Taken, regia di Sally Potter (Regno Unito, Stati Uniti d'America)
- Schwesterlein, regia di Stéphanie Chuat e Véronique Reymond (Svizzera)
- Le Sel des larmes, regia di Philippe Garrel (Francia, Svizzera)
- Siberia, regia di Abel Ferrara (Italia, Germania, Messico)
- Todos os mortos, regia di Caetano Gotardo e Marco Dutra (Brasile, Francia)
- Undine - Un amore per sempre (Undine), regia di Christian Petzold (Germania, Francia)
- Volevo nascondermi, regia di Giorgio Diritti (Italia)

### Berlinale Special
- The American Sector, regia di Courtney Stephens e Pacho Velez (Stati Uniti d'America)
- Curveball, regia di Johannes Naber (Germania)
- DAU. Degeneratsia, regia di Il'ja Chržanovskij e Il'ja Permjakov (Germania, Ucraina, Regno Unito, Russia)
- Le folli notti del dottor Jerryll (The Nutty Professor), regia di Jerry Lewis (Stati Uniti d'America, 1963)
- Golda Maria, regia di Patrick e Hugo Sobelman (Francia)
- High Ground, regia di Stephen Maxwell Johnson (Australia)
- Hillary, regia di Nanette Burstein – miniserie televisiva, 4 episodi (Stati Uniti d'America)
- Last and First Men, regia di Jóhann Jóhannsson (Islanda)
- Il caso Minamata (Minamata), regia di Andrew Levitas (Regno Unito, Stati Uniti d'America)
- My Salinger Year, regia di Philippe Falardeau (Canada, Irlanda) - film d'apertura
- Nomery, regia di Oleh Sencov (Ucraina, Polonia, Repubblica Ceca, Francia)
- Onward - Oltre la magia (Onward), regia di Dan Scanlon (Stati Uniti d'America)
- Paris Calligramme, regia di Ulrike Ottinger (Germania, Francia)
- Lezioni di persiano (Persian Lessons), regia di Vadim Perelman (Russia, Germania, Bielorussia)
- Pinocchio, regia di Matteo Garrone (Italia, Francia)
- Police, regia di Anne Fontaine (Francia)
- Sanyang-ui sigan, regia di Yoon Sung-hyun (Corea del Sud)
- Šarlatán, regia di Agnieszka Holland (Repubblica Ceca, Irlanda, Polonia, Slovacchia)
- Speer Goes to Hollywood, regia di Vanessa Lapa (Israele)
- Yīzhí yóu dào hǎishuǐ biàn lán, regia di Jia Zhangke (Cina)

#### Berlinale Series
- C'est comme ça que je t'aime – episodi 1x01-1x02, regia di Jean-François Rivard (Canada)
- Messaggi da Elsewhere (Dispatches from Elsewhere) – episodi 1x01-1x02, regia di Jason Segel e Wendey Stanzler (Stati Uniti d'America)
- The Eddy – episodi 1x01-1x02, regia di Damien Chazelle (Francia)
- Freud – episodi 1x01-1x02-1x03, regia di Marvin Kren (Austria, Germania, Repubblica Ceca)
- Mystery Road – episodi 2x01-2x02, regia di Warwick Thornton e Wayne Blair (Australia)
- Sex, regia di Amalie Næsby Fick (Austria, Germania)
- Stateless – episodi 1x01-1x02, regia di Emma Freeman (Australia)
- Trigonometry – episodi 1x01-1x02-1x03-1x04-1x05, regia di Athina Rachel Tsangari (Regno Unito)

### Encounters
- Los conductos, regia di Camilo Restrepo (Francia, Colombia, Brasile)
- Funny Face, regia di Tim Sutton (Stati Uniti d'America)
- Gunda, regia di Viktor Kossakovsky (Norvegia, Stati Uniti d'America)
- Isabella, regia di Matías Piñeiro (Argentina, Francia)
- Laila aur satt geet, regia di Pushpendra Singh (India)
- Die letzte Stadt, regia di Heinz Emigholz (Germania)
- Malmkrog, regia di Cristi Puiu (Romania, Serbia, Svizzera, Svezia, Bosnia ed Erzegovina, Macedonia del Nord) - film d'apertura[10]
- A metamorfose dos pássaros, regia di Catarina Vasconcelos (Portogallo)
- Nackte Tiere, regia di Melanie Waelde (Germania)
- Orphea, regia di Alexander Kluge e Khavn (Germania)
- Shirley, regia di Josephine Decker (Stati Uniti d'America)
- Služobníci, regia di Ivan Ostrochovský (Slovacchia, Romania, Repubblica Ceca, Irlanda)
- The Trouble with Being Born, regia di Sandra Wollner (Austria, Germania)
- The Works and Days (of Tayoko Shiojiri in the Shiotani Basin), regia di C.W. Winter e Anders Edström (Stati Uniti d'America, Svezia, Giappone, Hong Kong, Cina, Regno Unito)
- Zabij to i wyjedz z tego miasta, regia di Mariusz Wilczyński (Polonia)

### Cortometraggi
- 2008, regia di Blake Williams (Canada)
- À l'entrée de la nuit, regia di Anton Bialas (Francia)
- Aletsch Negative, regia di Laurence Bonvin (Svizzera)
- Atkūrimas, regia di Laurynas Bareiša (Lituania)
- Cause of Death, regia di Jyoti Mistry (Sudafrica, Austria)
- Celle qui porte la pluie, regia di Marianne Métivier (Canada)
- A Demonstration, regia di Sasha Litvintseva e Beny Wagner (Germania, Paesi Bassi, Regno Unito)
- Écume, regia di Omar Elhamy (Canada)
- Filipiñana, regia di Rafael Manuel (Filippine, Regno Unito)
- Genius Loci, regia di Adrien Mérigeau (Francia)
- Girl and Body, regia di Charlotte Mars (Australia)
- Gumnaam Din, regia di Ekta Mittal (India)
- HaMa'azin, regia di Omer Sterenberg (Israele)
- How to Disappear, regia di Robin Klengel, Leonhard Müllner e Michael Stumpf (Austria)
- Huntsville Station, regia di Chris Filippone e Jamie Meltzer (Stati Uniti d'America)
- Inflorescence, regia di Nicolaas Schmidt (Germania)
- It Wasn't the Right Mountain, Mohammad, regia di Mili Pecherer (Francia)
- Moj galaktičeskij dvojnik Galakton, regia di Sasha Svirsky (Russia)
- Playback. Ensayo de una despedida, regia di Agustina Comedi (Argentina)
- So We Live, regia di Rand Abou Fakher (Belgio)
- Stump the Guesser, regia di Guy Maddin e Evan Johnson e Galen Johnson (Canada)
- T, regia di Keisha Rae Witherspoon (Stati Uniti d'America)
- Union County, regia di Adam Meeks (Stati Uniti d'America)

#### Fuori concorso
- Veitstanz/Feixtanz, regia di Gabriele Stötzer (Germania Est, 1988)

### Panorama
- A l'abordage, regia di Guillaume Brac (Francia)
- The Assistant, regia di Kitty Green (Stati Uniti d'America)
- Bloody Nose, Empty Pockets, regia di Bill Ross IV e Turner Ross (Stati Uniti d'America)
- Cidade Pássaro, regia di Matias Mariani (Brasile, Francia)
- Un crimen común, regia di Francisco Márquez (Argentina, Brasile, Svizzera)
- Digger, regia di Georgis Grīgorakīs (Grecia)
- Eeb Allay Ooo!, regia di Prateek Vats (India)
- Exil, regia di Visar Morina (Germania, Belgio, Kosovo)
- Futur Drei, regia di Faraz Shariat (Germania)
- Håp, regia di Maria Sødahl (Norvegia, Svezia)
- Jetzt oder morgen, regia di Lisa Weber (Austria)
- Kød og blod, regia di Jeanette Nordahl (Danimarca)
- Mare, regia di Andrea Štaka (Svizzera, Croazia)
- Las mil y una, regia di Clarisa Navas (Argentina, Germania)
- Minyan, regia di Eric Steel (Stati Uniti d'America)
- Mogul Mowgli, regia di Bassam Tariq (Regno Unito)
- One of This Days, regia di Bastian Günther (Germania, Stati Uniti d'America)
- Otac, regia di Srdan Golubović (Serbia, Francia, Germania, Croazia, Slovenia, Bosnia ed Erzegovina)
- Pari, regia di Siamak Etemadi (Grecia, Francia, Paesi Bassi, Bulgaria)
- Schwarze Milch, regia di Uisenma Borchu (Germania, Mongolia)
- Semina il vento, regia di Danilo Caputo (Italia, Francia, Grecia)
- Shūshu, regia di Ray Yeung (Hong Kong, Cina)
- Surge, regia di Aneil Karia (Regno Unito)
- Vento seco, regia di Daniel Nolasco (Brasile)

#### Panorama Dokumente
- Always Amber, regia di Lia Hietala e Hannah Reinikainen (Svezia)
- Aufzeichnungen aus der Unterwelt, regia di Tizza Covi e Rainer Frimmel (Austria)
- Days of Cannibalism, regia di Teboho Edkins (Francia, Sudafrica, Paesi Bassi)
- I Dream of Singapore, regia di Lei Yuan Bin (Singapore)
- Jetzt oder morgen, regia di Lisa Weber (Austria)
- Kotlovan, regia di Andrej Grjazev (Russia)
- Nardjes A., regia di Karim Aïnouz (Algeria, Francia, Germania, Brasile, Qatar)
- Petite fille, regia di Sébastien Lifshitz (Francia)
- O reflexo do lago, regia di Fernando Segtowick (Brasile)
- Saudi Runaway, regia di Susanne Regina Meures (Svizzera)
- Schlingensief – In das Schweigen hineinschreien, regia di Bettina Böhler (Germania)
- Si c'était de l'amour, regia di Patric Chiha (Francia)
- Welcome to Chechnya, regia di David France (Stati Uniti d'America)

### Forum
- Anne at 13,000 ft, regia di Kazik Radwanski (Canada, Stati Uniti d'America)
- Anunciaron tormenta, regia di Javier Fernández Vázquez – documentario (Spagna)
- Gli appunti di Anna Azzori / Uno specchio che viaggia nel tempo, regia di Constanze Ruhm (Austria, Germania, Francia)
- La casa dell'amore, regia di Luca Ferri – documentario (Italia)
- Chico ventana también quisiera tener un submarino, regia di Alex Piperno (Uruguay, Argentina, Brasile, Paesi Bassi, Filippine)
- Entre perro y lobo, regia di Irene Gutiérrez (Cuba, Spagna)
- Eyemofa, regia di Arie Esiri e Chuko Esiri (Nigeria, Stati Uniti d'America)
- FREM, regia di Viera Čákanyová – documentario (Repubblica Ceca, Slovacchia)
- Generations, regia di Lynne Siefert – documentario (Stati Uniti d'America)
- Gorod usnul, regia di Maria Ignatenko (Russia)
- Grève ou crève, regia di Jonathan Rescigno – documentario (Francia)
- Ieşirea trenurilor din gară, regia di Radu Jude e Adrian Cioflâncă – documentario (Romania)
- Kama fissamaa' kathalika ala al-ard, regia di Sarah Francis (Libano)
- Kunst kommt aus dem Schnabel wie er gewachsen ist, regia di Sabine Herpich – documentario (Germania)
- Lúa vermella, regia di Lois Patiño (Spagna)
- Luz nos trópicos, regia di Paula Gaitán (Brasile)
- Maggie's Farm, regia di James Benning – documentario (Stati Uniti d'America)
- Medium, regia di Edgardo Cozarinsky – documentario (Argentina)
- Namo, regia di Nader Sayevar (Iran)
- Oeconomia, regia di Carmen Losmann – documentario (Germania)
- Ouvertures, regia di The Living and the Dead Ensemble – documentario (Regno Unito, Francia)
- Petit Samedi, regia di Paloma Sermon-Daï (Belgio)
- Píngjìng, regia di Song Fang (Cina)
- Responsabilidad empresarial, regia di Jonathan Perel – documentario (Argentina)
- Seishin 0, regia di Kazuhiro Soda – documentario (Giappone, Stati Uniti d'America)
- El tango del viudo y su espejo deformante, regia di Raúl Ruiz e Valeria Sarmiento (Cile)
- Tipografic majuscul, regia di Radu Jude (Romania)
- Traverser, regia di Joël Richmond Mathieu Akafou – documentario (Francia, Burkina Faso, Belgio)
- The Twentieth Century, regia di Matthew Rankin (Canada)
- The Two Sights, regia di Joshua Bonnetta (Canada, Regno Unito)
- Victoria, regia di Sofie Benoot, Liesbeth De Ceulaer e Isabelle Tollenaere – documentario (Belgio)
- The Viewing Booth, regia di Ra'anan Alexandrowicz – documentario (Israele, Stati Uniti d'America)
- Vil, má, regia di Gustavo Vinagre – documentario (Brasile)
- Was bleibt - Šta ostaje - What remains / Re-visited, regia di Clarissa Thieme – documentario (Germania, Austria, Bosnia ed Erzegovina)
- Zeus Machine: L'invincibile, regia di David Zamagni e Nadia Ranocchi (Italia)

50º anniversario
- Ricostruzione di un delitto (Anaparastasī), regia di Theo Angelopoulos (Grecia, 1970)
- Angela Davis: Ritratto di una rivoluzionaria (Angela Davis: Portrait of a Revolutionary), regia di Yolande DuLuart – documentario (Stati Uniti d'America, Francia, 1971)
- L'assassino di Fred Hampton (The Murder of Fred Hampton), regia di Howard Alk – documentario (Stati Uniti d'America, 1970)
- La cerimonia (Gishiki), regia di Nagisa Ōshima (Giappone, 1971)
- Chicago 70, regia di Kerry Feltham – documentario (Canada, 1970)
- El cuarto poder, regia di Helena Lumbreras e Mariano Lisa – documentario (Spagna, 1971)
- Eldridge Cleaver, Black Panther, regia di William Klein – documentario (Algeria, Francia, 1971)
- El Ghorba, regia di Annie Tresgot – documentario (Algeria, 1971)
- Der große Verhau, regia di Alexander Kluge (Germania Ovest, 1971)
- Mare's Tail, regia di David Larcher (Regno Unito, 1969)
- Mes voisins, regia di Med Hondo – cortometraggio documentario (Francia, 1971)
- Monangambé, regia di Sarah Maldoror – cortometraggio (Algeria, 1969)
- Non è l'omosessuale ad essere perverso, ma la situazione in cui vive (Nicht der Homosexuelle ist pervers, sondern die Situation, in der er lebt), regia di Rosa von Praunheim (Germania Ovest, 1971)
- Gli occhi non vogliono in ogni tempo chiudersi (Les yeux ne veulent pas en tout temps se fermer, ou Peut-être qu'un jour Rome se permettra de choisir à son tour (Othon)), regia di Jean-Marie Straub e Danièle Huillet (Germania Ovest, Italia, 1970)
- On vous parle de Paris: Maspero. Les mots ont un sens, regia di Chris Marker – cortometraggio documentario (Francia, 1970)
- Ossessione, regia di Luchino Visconti (Italia, 1943)
- Ostia, regia di Sergio Citti (Italia, 1971)
- Phela-ndaba, regia di Antonia Caccia, Chris Curling, Simon Louvish, Nana Mahomo, Vus Make e Rakhetla Tsehlana – documentario (Sudafrica, 1970)
- Eine Prämie für Irene, regia di Helke Sander – documentario (Germania Ovest, 1971)
- Remparts d'argile, regia di Jean-Louis Bertuccelli (Francia, Algeria, 1970)
- Sčast'e, regia di Aleksandr Medvedkin (Unione Sovietica, 1935)
- Sochaux, 11 juin 1968, regia di Bruno Muel e del Groupe Medvedkine de Sochaux – cortometraggio documentario (Francia, 1970)
- Sole O (Soleil Ô), regia di Med Hondo (Francia, Mauritania, 1967)
- Les trois-quarts de la vie, regia del Groupe Medvedkine de Sochaux – cortometraggio documentario (Francia, 1970)
- W.R. - Misterije organizma, regia di Dušan Makavejev (Jugoslavia, Germania Ovest, 1971)
- The Woman's Film, regia di Judy Smith, Louise Alaimo e Ellen Sorrin – documentario (Stati Uniti d'America, 1970)

### Generation
Generation 14plus
- Alice Júnior, regia di Gil Baroni (Brasile)
- Black Sheep Boy, regia di James Molle (Francia)
- Clebs, regia di Halima Ouardiri (Canada, Marocco)
- La déesse des mouches à feu, regia di Anaïs Barbeau-Lavalette (Canada)
- The Earth Is Blue as an Orange, regia di Iryna Tsilyk (Ucraina, Lituania)
- The Flame, regia di Nick Waterman (Australia)
- Goodbye Golovin, regia di Mathieu Grimard (Canada)
- Meu nome é Bagdá, regia di Caru Alves de Souza (Brasile)
- Något att minnas, regia di Niki Lindroth von Bahr – cortometraggio (Svezia)
- Notre-Dame du Nil, regia di Atiq Rahimi (Francia)
- Paradise Drifters, regia di Mees Peijnenburg (Paesi Bassi)
- Pompei, regia di Anna Falguères e John Shank (Belgio, Francia, Canada)
- White Riot, regia di Rubika Shah (Regno Unito)

Generation Kplus
- Die Adern der Welt, regia di Davaa Bâmbasürėn (Germania, Mongolia)
- Death of Nintendo, regia di Raya Martin (Filippine, Stati Uniti d'America)
- Un diable dans la poche, regia di Antoine Bonnet e Mathilde Loubes (Francia)
- A Fool God, regia di Hiwot Admasu Getaneh (Francia)
- H is for Happiness, regia di John Sheedy (Australia)
- Los lobos, regia di Samuel Kishi Leopo (Messico)
- Mignonnes, regia di Maïmouna Doucouré (Francia)
- Perro, regia di Lin Sternal (Germania)
- Sweet Thing, regia di Alexandre Rockwell (Stati Uniti d'America)

### Perspektive Deutsches Kino
- Automotive, regia di Jonas Heldt (Germania)
- Ein Fisch, der auf dem Rücken schwimmt, regia di Eliza Petkova (Germania)
- Garagenvolk, regia di Natalija Yefimkina (Germania)
- Im Feuer, regia di Daphne Charizani (Germania, Grecia)
- Kids Run, regia di Barbara Ott (Germania)
- Out of Place, regia di Friederike Güssefeld (Germania)
- Schlaf, regia di Michael Venus (Germania)
- Wagenknecht, regia di Sandra Kaudelka (Germania)
- Walchensee Forever, regia di Janna Ji Wonders (Germania)

### Retrospettiva
- Alleluja! (Hallelujah!), regia di King Vidor (Stati Uniti d'America, 1929)
- L'altra metà (The Other Half), regia di King Vidor (Stati Uniti d'America, 1919)
- Amore sublime (Stella Dallas), regia di King Vidor (Stati Uniti d'America, 1937)
- Bardelys il magnifico (Bardelys the Magnificent), regia di King Vidor (Stati Uniti d'America, 1926)
- Billy the Kid, regia di King Vidor (Stati Uniti d'America, 1930)
- La Bohème, regia di King Vidor (Stati Uniti d'America, 1926)
- Bud's Recruit, regia di King Vidor (Stati Uniti d'America, 1918)
- Il campione (The Champ), regia di King Vidor (Stati Uniti d'America, 1931)
- I cavalieri del Texas (The Texas Rangers), regia di King Vidor (Stati Uniti d'America, 1936)
- La cittadella (The Citadel), regia di King Vidor (Stati Uniti d'America, 1938)
- Corrispondente X (Comrade X), regia di King Vidor (Stati Uniti d'America, 1940)
- Duello al sole (Duel in the Sun), regia di King Vidor (Stati Uniti d'America, 1946)
- Fascino biondo (The Patsy), regia di King Vidor (Stati Uniti d'America, 1928)
- La folla (The Crowd), regia di King Vidor (Stati Uniti d'America, 1928)
- La fonte meravigliosa (The Fountainhead), regia di King Vidor (Stati Uniti d'America, 1949)
- La grande parata (The Big Parade), regia di King Vidor (Stati Uniti d'America, 1925)
- Guerra e pace (War and Peace), regia di King Vidor (Italia, Stati Uniti d'America, 1956)
- Infedele (Cynara), regia di King Vidor (Stati Uniti d'America, 1932)
- Japanese War Bride, regia di King Vidor (Stati Uniti d'America, 1952)
- Maschere di celluloide (Show People), regia di King Vidor (Stati Uniti d'America, 1928)
- Il molto onorevole Mr. Pulham (H.M. Pulham, Esq.), regia di King Vidor (Stati Uniti d'America, 1941)
- Nostro pane quotidiano (Our Daily Bread), regia di King Vidor (Stati Uniti d'America, 1934)
- Notte di nozze (The Wedding Night), regia di King Vidor (Stati Uniti d'America, 1935)
- L'odio colpisce due volte (Lightning Strikes Twice), regia di King Vidor (Stati Uniti d'America, 1951)
- Passaggio a Nord-Ovest (Northwest Passage), regia di King Vidor (Stati Uniti d'America, 1940)
- Peccato (Beyond the Forest), regia di King Vidor (Stati Uniti d'America, 1949)
- La rosa del sud (So Red the Rose), regia di King Vidor (Stati Uniti d'America, 1935)
- Ruby, fiore selvaggio (Ruby Gentry), regia di King Vidor (Stati Uniti d'America, 1952)
- Salomone e la regina di Saba (Solomon and Sheba), regia di King Vidor (Stati Uniti d'America, 1959)
- Scena di strada (Street Scene), regia di King Vidor (Stati Uniti d'America, 1931)
- The Sky Pilot, regia di King Vidor (Stati Uniti d'America, 1921)
- L'uomo senza paura (Man Without a Star), regia di King Vidor (Stati Uniti d'America, 1955)
- L'uomo venuto da lontano (An American Romance), regia di King Vidor (Stati Uniti d'America, 1944)
- La vera avventura (The Real Adventure), regia di King Vidor (Stati Uniti d'America, 1922)
- Il vino della giovinezza (Wine of Youth), regia di King Vidor (Stati Uniti d'America, 1924)

#### Berlinale Classics
- Alles kaputt! (Daleká cesta), regia di Alfréd Radok (Cecoslovacchia, 1949)
- Il bidone, regia di Federico Fellini (Italia, Francia, 1954)
- Bushido (Bushidō zankoku monogatari), regia di Tadashi Imai (Giappone, 1963)
- Il gabinetto delle figure di cera (Das Wachsfigurenkabinett), regia di Paul Leni (Germania, 1924)
- Un pesce di nome Wanda (A Fish Called Wanda), regia di Charles Crichton (Regno Unito, Stati Uniti d'America, 1988)
- L'ultima tappa (Ostatni etap), regia di Wanda Jakubowska (Polonia, 1948)

### Homage
- Il cuoco, il ladro, sua moglie e l'amante (The Cook, the Thief, His Wife & Her Lover, regia di Peter Greenaway (Regno Unito, Francia, Paesi Bassi, 1989)
- L'inganno perfetto (The Good Liar), regia di Bill Condon (Stati Uniti d'America, 2019)
- The Last Station, regia di Michael Hoffman (Germania, Regno Unito, Russia, 2009)
- The Queen - La regina (The Queen), regia di Stephen Frears (Regno Unito, Francia, Italia, 2006)
- Quel lungo venerdì santo (The Long Good Friday), regia di John Mackenzie (Regno Unito, 1980)

### «On Transmission»
- Corpo e anima (Testről és lélekről), regia di Ildikó Enyedi (Ungheria, 2017)
- Egy nap, regia di Zsófia Szilágyi (Ungheria, 2018)
- Cesare deve morire, regia di Paolo e Vittorio Taviani (Italia, 2012)
- Sole, regia di Carlo Sironi (Italia, Polonia, 2019)
- Lucida follia (Heller Wahn), regia di Margarethe von Trotta (Germania Ovest, 1983)
- Der Architekt, regia di Ina Weisse (Germania, 2008)
- Xiao Wu, regia di Jia Zhangke (Cina, 1998)
- Guò zhāo guān, regia di Huo Meng (Cina, 2018)
- 35 rhums, regia di Claire Denis (Francia, Germania, 2008)
- Irma Vep, regia di Olivier Assayas (Francia, 1996)
- En kärlekshistoria, regia di Roy Andersson (Svezia, 1970)
- Tord och Tord, regia di Niki Lindroth von Bahr – cortometraggio (Svezia, 2010)
- Simhall, regia di Niki Lindroth von Bahr – cortometraggio (Svezia, 2014)
- Min börda, regia di Niki Lindroth von Bahr – cortometraggio (Svezia, 2017)
- Något att minnas, regia di Niki Lindroth von Bahr – cortometraggio (Svezia, 2019)
- I segreti di Brokeback Mountain (Brokeback Mountain), regia di Ang Lee (Stati Uniti d'America, 2005)
- Wandāfuru raifu, regia di Hirokazu Kore'eda (Giappone, 1998)

## Premi

### Premi della giuria internazionale

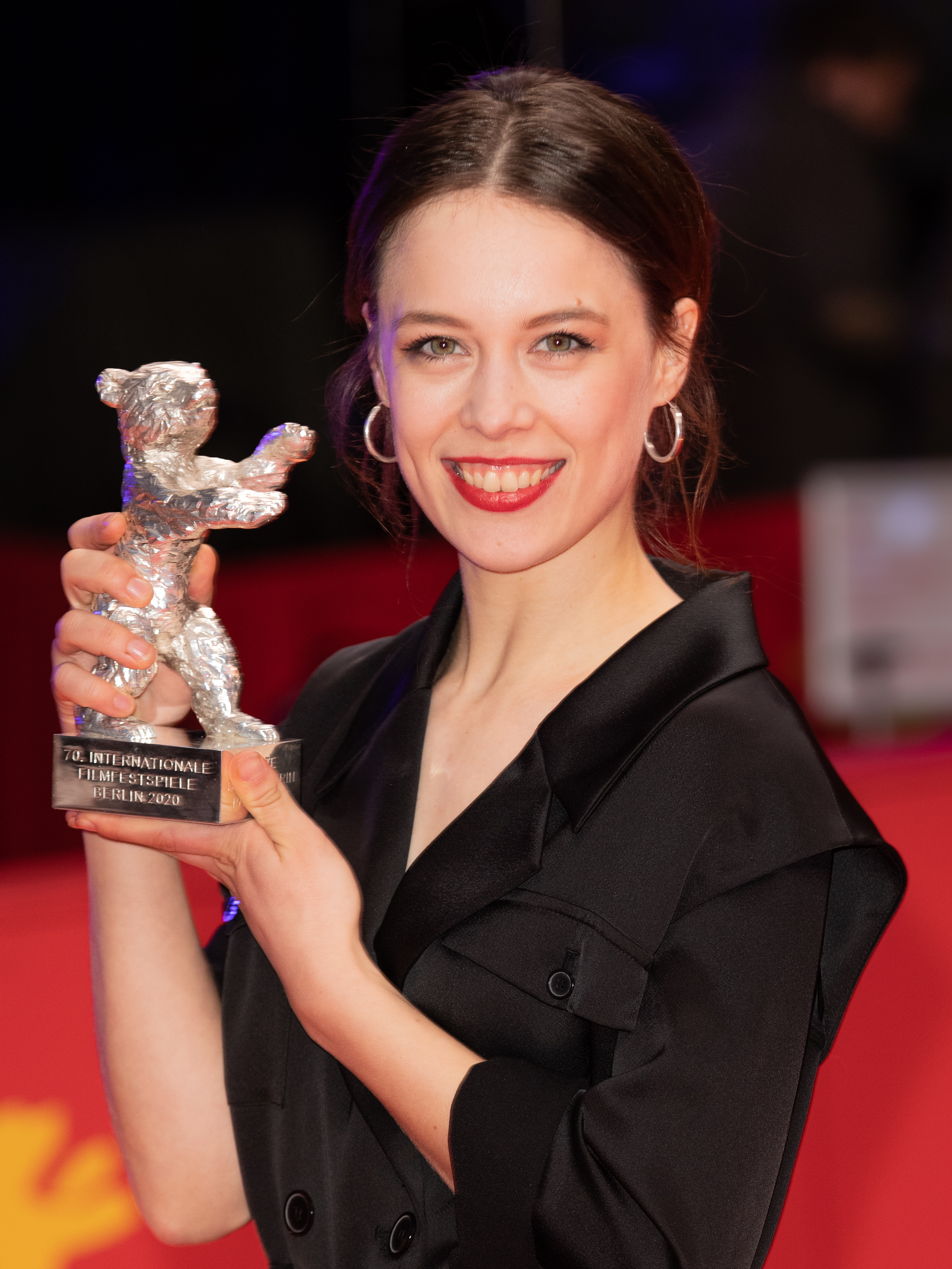
Paula Beer con l'Orso d'argento

- Orso d'oro per il miglior film: Il male non esiste (Sheytān vojud nadārad) di Mohammad Rasoulof
- Orso d'argento, gran premio della giuria: Mai raramente a volte sempre (Never Rarely Sometimes Always) di Eliza Hittman
- Orso d'argento per il miglior regista: Hong Sang-soo per Domangchin yeoja
- Orso d'argento per la migliore attrice: Paula Beer per Undine - Un amore per sempre (Undine)
- Orso d'argento per il miglior attore: Elio Germano per Volevo nascondermi
- Orso d'argento per la migliore sceneggiatura: Damiano e Fabio D'Innocenzo per Favolacce
- Orso d'argento per il miglior contributo artistico: Jürgen Jürges per la fotografia di DAU. Natasha
- Orso d'argento - 70ª Berlinale: Imprevisti digitali (Effacer l'historique), regia di Benoît Delépine e Gustave Kervern

### Premi onorari

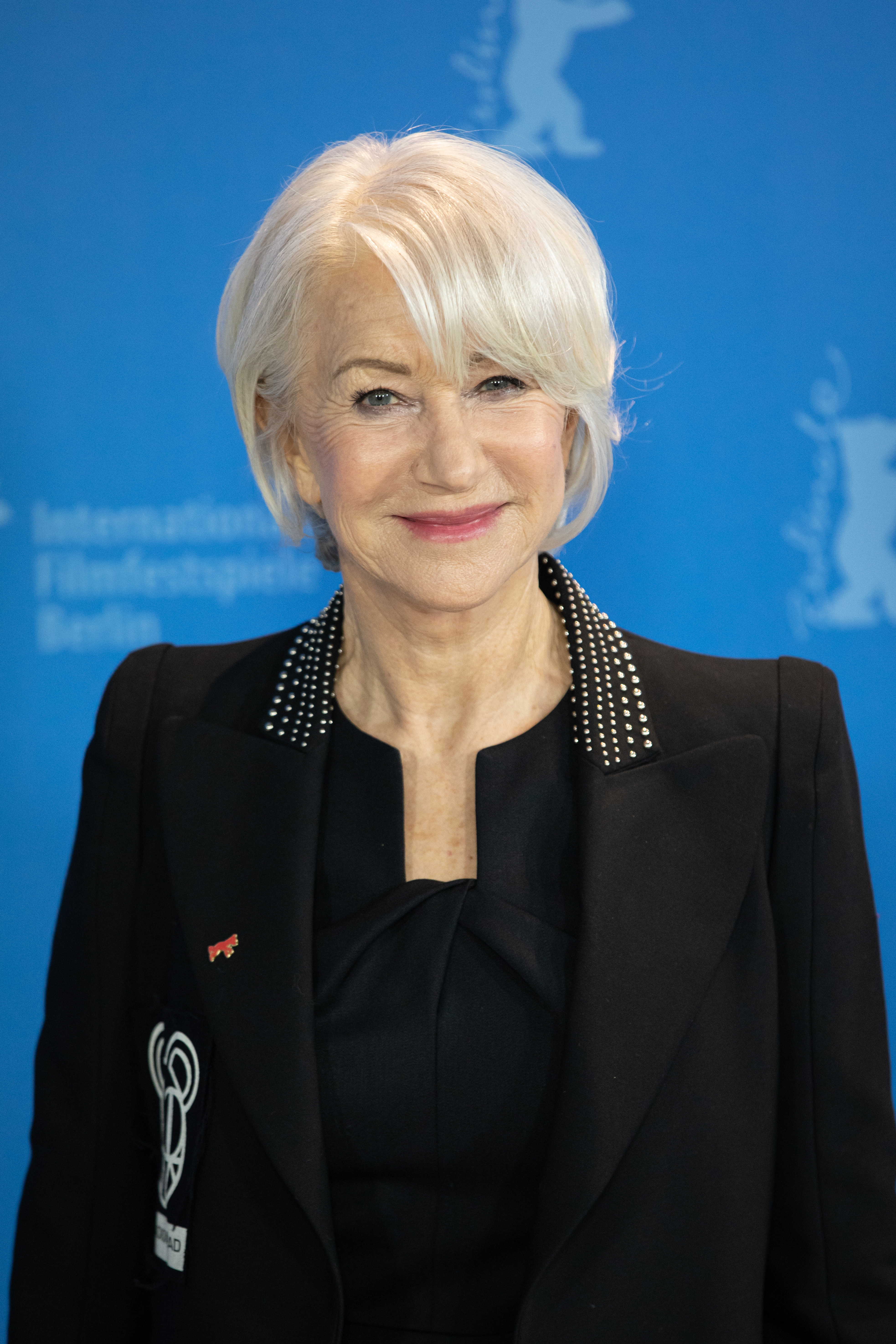
Helen Mirren

- Orso d'oro alla carriera: Helen Mirren[11]
- Berlinale Kamera: Ulrike Ottinger[12]

### Premi della giuria "Encounters"
- Miglior film: The Works and Days (of Tayoko Shiojiri in the Shiotani Basin) di C. W. Winter e Anders Edström
- Premio speciale della giuria: The Trouble With Being Born di Sandra Wollner
- Miglior regista: Cristi Puiu per Malmkrog
  - Menzione speciale: Matías Piñeiro per Isabella

### Premi della giuria "Opera prima"
- Miglior opera prima: Los conductos di Camilo Restrepo
  - Menzione speciale: Nackte Tiere di Melanie Waelde

### Premi della giuria "Documentari"
- Miglior documentario: Irradiés di Rithy Panh
  - Menzione speciale: Aufzeichnungen aus der Unterwelt di Tizza Covi e Rainer Frimmel

### Premi della giuria "Cortometraggi"
- Orso d'oro per il miglior cortometraggio: T di Keisha Rae Witherspoon
- Orso d'argento, premio della giuria (cortometraggi): Filipiñana di Rafael Manuel
- Audi Short Film Award: Genius Loci di Adrien Mérigeau
- Berlin Short Film Nominee for the European Film Awards: It Wasn’t the Right Mountain, Mohammad di Mili Pecherer

### Premi delle giurie "Generation"
Children's Jury Generation Kplus
- Orso di cristallo per il miglior film: Sweet Thing di Alexandre Rockwell
  - Menzione speciale: H Is for Happiness di John Sheedy
- Orso di cristallo per il miglior cortometraggio: El nombre del hijo di Martina Matzkin
  - Menzione speciale: El sghayra di Amira Géhanne Khalfallah

International Jury Generation Kplus
- Grand Prix per il miglior film: Los lobos di Samuel Kishi Leopo
  - Menzione speciale: Mignonnes di Maïmouna Doucouré
- Special Prize per il miglior cortometraggio: El nombre del hijo di Martina Matzkin
  - Menzione speciale: The Kites di Seyed Payam Hosseini

Youth Jury Generation 14plus
- Orso di cristallo per il miglior film: Notre-Dame du Nil di Atiq Rahimi
  - Menzione speciale: White Riot di Rubika Shah
- Orso di cristallo per il miglior cortometraggio: Clebs di Halima Ouardiri
  - Menzione speciale: Goodbye Golovin di Mathieu Grimard

International Jury Generation 14plus
- Grand Prix per il miglior film: Meu nome é Bagdá di Caru Alves de Souza
  - Menzione speciale: Kaze no denwa di Nobuhiro Suwa
- Special Prize per il miglior cortometraggio: Clebs di Halima Ouardiri
  - Menzione speciale: White Winged Horse di Mahyar Mandegar

### Premi delle giurie indipendenti
- Premio della giuria ecumenica:
  - Concorso: Il male non esiste (Sheytān vojud nadārad) di Mohammad Rasoulof
  - Panorama: Otac di Srdan Golubović
    - Menzione speciale: Saudi Runaway di Susanne Regina Meures

  - Forum: Seishin 0 di Kazuhiro Soda
- Premio FIPRESCI:
  - Concorso: Undine - Un amore per sempre (Undine) di Christian Petzold
  - Encounters: A metamorfose dos pássaros di Catarina Vasconcelos
  - Panorama: Mogul Mowgli di Bassam Tariq
    - Menzione speciale: A l'abordage di Guillaume Brac

  - Forum: The Twentieth Century di Matthew Rankin
    - Menzione speciale: Ouvertures di The Living and the Dead Ensemble
- Guild Film Prize: Il male non esiste (Sheytān vojud nadārad) di Mohammad Rasoulof
- Premio CICAE:
  - Panorama: Digger di Georgis Grīgorakīs
  - Forum: Píngjìng di Song Fang
- Label Europa Cinemas: Håp di Maria Sødahl
- Teddy Award:
  - Miglior lungometraggio: Futur Drei di Faraz Shariat
  - Miglior documentario: Si c’était de l'amour di Patric Chiha
  - Miglior cortometraggio: Playback. Ensayo de una despedida di Agustina Comedi
  - Premio della giuria: Rìzi di Tsai Ming-liang
  - Teddy Activist Award: Olga Baranova, Maxim Lapunov e David Isteev
- Premio Caligari: Victoria di Sofie Benoot, Liesbeth De Ceulaer e Isabelle Tollenaere
- Peace Film Prize: Los lobos di Samuel Kishi Leopo
- Amnesty International Film Prize: Welcome to Chechnya di David France
- Premio Heiner Carow: Garagenvolk di Natalija Yefimkina
- Compass-Perspektive-Award: Walchensee Forever di Janna Ji Wonders
- Ag Kino Gilde 14plus: Jumbo di Zoé Wittock

### Premi dei lettori e del pubblico
- Premio del pubblico (sez. Panorama):
  - Lungometraggio: Otac di Srdan Golubović
  - Documentario: Welcome to Chechnya di David France
- Premio dei lettori del Berliner Mongerpost: Imprevisti digitali (Effacer l'historique), regia di Benoît Delépine e Gustave Kervern
- Premio dei lettori del Tagesspiegel: Chico ventana también quisiera tener un submarino di Alex Piperno
- Premio Teddy dei lettori di Queer.de: Futur Drei di Faraz Shariat